# Anselm Franz
Anselm Franz (Schladming, 1900. január 21. – Bridgeport, Connecticut, 1994. november 18.) osztrák származású gépészmérnök, repülőgéphajtómű-tervező.
Nevéhez fűződik a világ első sorozatban gyártott gázturbinás sugárhajtóművének, a német Jumo 004-nek a megtervezése. A második világháború után az Egyesült Államokban élt és dolgozott. Ottani tevékenységének jelentős eredményei a világ első, helikopteren alkalmazott gázturbinája, a Lycoming T53 szabadturbinás hajtómű, az M1 Abrams harckocsiban alkalmazott AGT1500 gázturbina, valamint a PLFIA–2 hajtómű, mely a világ első nagy kétáramsági fokú kétáramú gázturbinás sugárhajtóműve volt.

## Élete
Az ausztriai Schladmingban született, ott töltötte gyermekkorát is. A Grazi Műszaki Egyetemen tanult, ahol 1924-ben kapott gépészmérnöki oklevelet. Később, 1940-ben a Berlini Egyetemen szerzett doktori fokozatot repüléstudományból. Kezdetben egy berlini cégnél dolgozott, ahol hidrodinamikus tengelykapcsolók tervezésével foglalkozott.

### A Junkersnél
Franz 1936-ban lett a Junkers repülőgépgyár motorfejlesztő részlegének a munkatársa, ahol feltöltők és turbófeltöltők fejlesztésével foglalkozott.
A Junkers 1939 júliusában kapott megbízást egy gázturbinás sugárhajtómű kifejlesztésére. A turbófeltöltők terén szerzett tapasztalatai miatt a hajtómű fejlesztési programja vezetőjének Franz-t nevezték ki. 1939 végén vezetésével a feltöltőkkel foglalkozó csoport néhány tagjából a gázturbinás sugárhajtómű megalkotására létrehoztak egy kis fejlesztői csapatot. A Junkersnél a kisebb hajtómű-keresztmetszetet adó axiális kompresszor alkalmazása mellett döntöttek. A hajtóműhöz csöves égésteret terveztek. A kompresszor nyomásviszonya alacsony, mindössze 3,24 volt. A tervezők a minőség és a magas műszaki megoldások helyett elsősorban a fejlesztés gyorsaságára koncentráltak. Tekintettel a Légügyi Minisztérium részéről a sugárhajtóművel szemben meglévő bizalmatlanságra, minél előtt sorozatgyártásra alkalmas berendezést akartak alkotni, hogy megelőzzék a fejlesztési program esetleges megszüntetését.
A 004A jelű első kísérleti gázturbina 1940 tavaszán működött először, a maximális fordulatszámot pedig 1941 januárjában érték el vele. A fékpadi próbákat követően 1942. március 15-én egy Messerschmitt Bf 110-re szerelve először emelkedett a levegőbe a Jumo 004.
A Birodalmi Légügyi Minisztérium a sikeres próbák után már érdeklődést mutatott a hajtómű iránt és meg is rendelt 80 darab sorozatgyártású hajtóművet. A módosított, Jumo 004B jelzésű változatnál is műszaki nehézségek (vibráció és anyagkifáradás) merültek fel, amelyek késleltették a sorozatgyártás beindítását. Arra csak 1944 tavaszán került sor, amikorra a hajtómű élettartama már elérte az 50 üzemórát. A hajtómű azonban már csak a háború végére készült el, és habár kb. 6000 darabot gyártottak belőle, már nem játszhatott kiemelt szerepet a német repülőgépgyártásban.

### Az Egyesült Államokban
A második világháború után a Gemkapocs művelet keretében Anselm Franz is az Egyesült Államokba került, ahol tovább folytatta a repülőgép-hajtóművekkel kapcsolatos munkáját. Kezdetben hosszabb ideig az USAF Wrigt–Patterson légitámaszpontján dolgozott. A rendfokozati jelzésektől megfosztott, hosszú, német katonai bőrkabátot viselő Franz a támaszpont jellegzetes alakja volt.
1950-ben az USAF támogatásával kapcsolatba lépett az AVCO céggel, amelynek azt javasolta, hogy a williamsporti gyárukban gyártott dugattyús motoros termékskála kiegészítéseként kezdjék el közepes teljesítményű gázturbinák gyártását is. 1951-ben megbízták, hogy a Connecticut állambeli Stratfordban egy használaton kívüli üzemben hozza létre az AVCO-hoz tartozó Lycoming cég új gázturbina-részlegét. Ehhez Franz a Junkers több egykori mérnökét maga mellé vette. Úgy döntött, hogy a hajtómű-fejlesztésben az üzemben olyan területre koncentrálnak, amelyet még nem fedtek le a nagy gyártók. Így a Lycoming stratfordi üzemében a helikopter-gázturbinák fejlesztésével és gyártásával kezdtek el foglalkozni.
Első szabadturbinás hajtóműve a Lycoming T53 volt, amely rövid idő alatt kora egyik legelterjedtebb hajtóművévé vált, és olyan ismert és sikeres típusokon alkalmazták mint az UH–1 többcélú szállító helikopter és az AH–1 harci helikopter, valamint az OV–1 Mohawk csatarepülőgép. Ezt követte a nagyobb teljesítményű Lycoming T55 szabadturbinás hajtómű, majd ennek légcsavaros gázturbinává alakított változata.
1962-ben készítették el a tesztelték az irányításával kifejlesztett PLFIA–2 kétáramú gázturbinás sugárhajtóművet, amely az első nagy kétáramsági fokú hajtómű volt. A PLFIA–2 a Lycoming T55 gázgenerátorán alapult, amelyhez egy turbóventilátort illesztettek. A PLFIA–2 csak kísérleti típus maradt, de ez szolgált alapul az ALF 502 és az LF 507 gázturbinás sugárhajtóművekhez.
Az 1960-as években a harckocsikon alkalmazható gázturbinák fejlesztésével is foglalkozott. Ennek a munkának lett az eredménye később az M1 Abrams harckocsiba épített AGT–1500 gázturbina.
1968-ban mint a Lycoming cég alelnöke vonult nyugdíjba. 1994-ben hunyt el Stratfordban.